# Signalbron

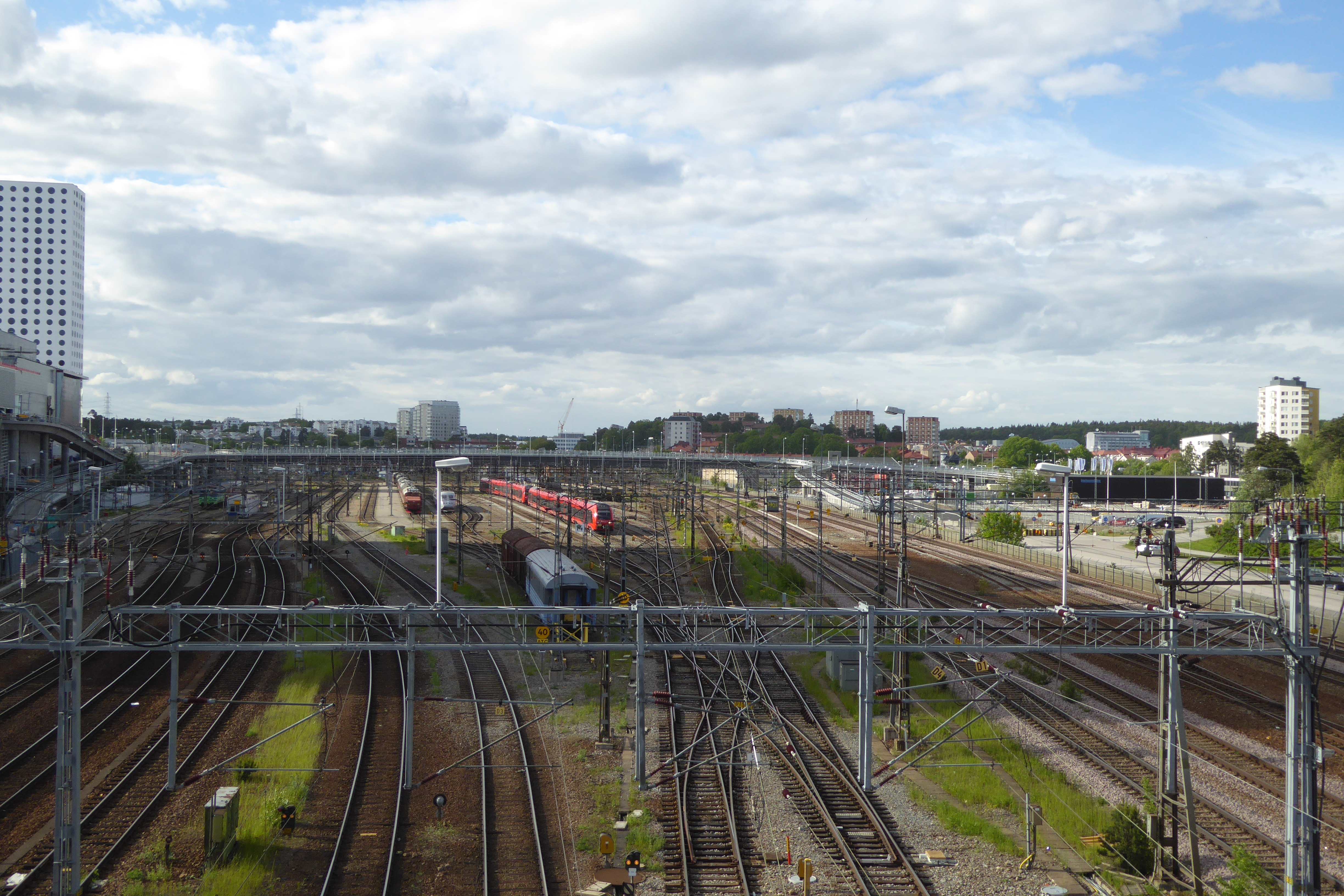
Signalbron dagarna före invigningen.

Signalbron är en viadukt vid Arenastaden i Solna kommun, över Ostkustbanan strax söder om Hagalundsdepån. Bron invigdes i juni 2015, och är en viktig in- och utfart för Strawberry Arena. Bron byggdes av Peab.